# Кальтино (Ленинградская область)
Ка́льтино (фин. Ala-Kalttina) — деревня в Колтушском городском поселении Всеволожского района Ленинградской области.

## История
Впервые упоминается в 1500 году в Писцовой книге Водской пятины как деревня Калитино в Келтушском погосте.
Первое картографическое упоминание топонима Кальтина — на карте Ингерманландии 1676 года.
Деревня Калтина упоминается на «карте окружности Санкт-Петербурга» 1810 года.

КАЛТИНА — деревня принадлежит ротмистру Александру Чоглокову, 38 м. п., 41 ж. п. (1838 год)

Деревня Калтина упоминается на Плане генерального межевания Шлиссельбургского уезда.

КАЛЬТИНА — деревня г. Чоглокова, по просёлкам; 12 дворов, 38 душ м. п. (1856 год)

Число жителей деревни по X-ой ревизии 1857 года: 47 м. п., 47 ж. п..
В 1860 году деревня насчитывала 15 дворов. 

КАЛЬТИНО — деревня владельческая при колодцах; 17 дворов, 46 м. п., 47 ж. п. (1862 год)

Согласно подворной переписи 1882 года в деревне проживали 23 семьи, число жителей: 60 м. п., 56 ж. п., лютеране: 12 м. п., 12 ж. п., разряд крестьян — собственники, а также пришлого населения 8 семей, в них: 21 м. п., 19 ж. п., все лютеране.
По данным Материалов по статистике народного хозяйства в Шлиссельбургском уезде 1885 года, 15 крестьянских дворов в деревне (или 65 % всех дворов), занимались молочным животноводством, 4 крестьянских двора (или 17 % всех дворов), выращивали на продажу смородину и клубнику.
В 1893 году, согласно карте Шлиссельбургского уезда, деревня Кальтино насчитывала 21 крестьянский двор.

КАЛЬТИНО — деревня на земле Оровского сельского общества, при земской дороге; три колодца; смежна с деревней Куйвары; 17 дворов, 46 м. п., 47 ж. п., всего 93 чел. (1896 год)

В конце XIX — начале XX века деревня административно относилась к Колтушской волости 2-го стана Шлиссельбургского уезда Санкт-Петербургской губернии. Население деревни Нижнее Кальтино было однородным — финским, деревни Верхнее Кальтино смешанным — финско-русским. Большую часть населения деревни Нижнее Кальтино составляли переселенцы и потомки переселенцев из Финляндии, так называемые «финляндские карелы».
В 1909 году в деревне был 21 двор. 
В 1914 году в деревне работала земская школа (Кальтинское училище), учителем в которой была Анна Александровна Филатенко.

КАЛЬТИНО ВЕРХНЕЕ — деревня Куйворовского сельсовета Ленинской волости, 42 хозяйства, 201 душа.
 
Из них: русских — 32 хозяйства, 162 души; финнов-ингерманландцев — 9 хозяйств, 38 душ;
  
КАЛЬТИНО НИЖНЕЕ — деревня Куйворовского сельсовета, 14 хозяйств, 71 душа.
 
Из них: русских — 1 хозяйство, 5 душ; финнов-суоми — 13 хозяйств, 66 душ; (1926 год)

С 1926 по 1939 год деревни относились к Куйворовскому финскому национальному сельсовету.
В 1938 году общее население деревень составляло 388 человек.

КАЛЬТИНО ВЕРХНЕЕ И НИЖНЕЕ — деревни Колтушского сельсовета, 401 чел. (1939 год)

С 14 апреля 1939 года по 20 марта 1959 года обе деревни входили в состав Красногорского сельсовета.

План деревни Кальтино. 1939 год

В 1940 году деревня насчитывала 63 двора. В деревне находилось здание Красногорского сельсовета, на южной окраине деревни располагалась школа.
До 1942 года — место компактного проживания ингерманландских финнов.
В годы войны Кальтинское торфопредприятие поставляло топливо блокадному Ленинграду. Разработка торфа велась в 1930—1950-е годы в обширном болоте к востоку от деревни, простиравшемся вдоль Колтушского шоссе от деревни Орово до южных окраин современного Всеволожска.
В 1958 году население деревни составляло 106 человек.
По данным 1966, 1973 и 1990 годов деревня Кальтино входила в состав Колтушского сельсовета.
В 1997 году в деревне проживали 172 человека, в 2002 году — 178 человек (русских — 87%), в 2007 году — 162.

## География
Располагается в юго-западной части района на автодороге 41К-078 (Санкт-Петербург — Всеволожск).
Расстояние до административного центра поселения — 3 км.
Расстояние до ближайшей железнодорожной платформы Всеволожская — 4,5 км.
Деревня находится на Колтушской возвышенности к югу от города Всеволожска, севернее и смежно с деревней Куйворы.

## Демография
| 1862 | 2007 | 2010 | 2017  |
| ---- | ---- | ---- | ----- |
| 93   | ↗162 | ↗240 | ↗1099 |

Национальный состав
По данным Всероссийской переписи населения 2021 года в деревне проживали 1737 человек, из них:
 русские — 942, украинцы — 33, белорусы — 13, татары — 12, армяне — 10, азербайджанцы — 7, евреи — 4, молдаване — 4, таджики — 4, калмыки — 2, удмурты — 2, грузины — 1, киргизы — 1, латышы — 1, немцы — 1, другие национальности — 20 человек, остальные национальность не указали.

## Достопримечательности
На северной окраине деревни расположен геологический памятник — «склон камового плато с формами термокарста».

## Улицы
1-й Горский переулок, 2-й Горский переулок, 3-й Горский переулок, 4-й Горский переулок, 5-й Горский переулок, Анны Ахматовой, переулок Ветеранов, Гоголя, Горская, Есенина, Колтушское шоссе, Крылова, Лермонтова, Луговая, Маяковская, Нижняя, Песочная, Солнечная, Толстого, Фермерский проезд, Чехова.

## Прочее
Деревня закреплена за МОУ «Колтушская средняя общеобразовательная школа им. ак. И. П. Павлова».